# كلورزوكسان
كلورزوكسان (بالإنجليزية: Chlorzoxazone)‏ هو دواء مرخي عضلي مركزي يستخدم لمعالجة تشنج العضلات والألم الناتج عنه. يعمل على النخاع الشوكي من خلال إنقاص المنعكسات.